# Heliand-Pfadfinderschaft
Die Heliand-Pfadfinderschaft (HP) ist ein evangelischer Pfadfinderbund in Hessen. Sie sieht sich in der Tradition der internationalen Pfadfinderbewegung und der deutschen Jugendbewegung, obwohl sie nicht Mitglied der World Organization of the Scout Movement ist. Verfasst ist die HP als Arbeitsbereich des Evangelischen Jugendwerks Hessen e. V. (EJW Hessen). Sie hat circa 350 Mitglieder in 17 Sippen (Gemeindegruppen).

## Geschichte der Pfadfinderschaft
Die Ursprünge der HP liegen in den Frankfurter Bibelkränzchen (BK), 1898 von Albert Hamel (* 1867; † 1954) gegründet, die bereits 1901 Lager organisierten und Stilelemente wie Hut und Gürtel und den Speersport einführten. 1911 wurde eine eigene Pfadfinder-Abteilung gegründet. Sie gehörte dem gerade entstandenen Deutschen Pfadfinderbund an, der die in England durch Baden-Powell gegründete Pfadfinderbewegung in Deutschland etablierte.
Die BK-Pfadfinder traten 1923 unter der Leitung von Paul Both (* 1903; † 1966) in die Christliche Pfadfinderschaft (CP) ein, hoben sich aber mit einer eigenen Tracht bewusst von ihr ab. Die Frankfurter Bibelkränzchen schlossen sich 1932 mit dem dortigen CVJM und dem Wartburg-Verein zusammen und gründeten das evangelische Jungmännerwerk (EJW) Frankfurt. Da die CP zu dieser Zeit ihre Eigenständigkeit stärker betonte und sich an einigen Orten von der gemeindlichen Arbeit verselbständigte, verließen die EJW-Pfadfinder 1932 die CP und bildeten unter dem Namen Eichenkreuz-Sturmschaft eine eigene Pfadfinderorganisation. Diese wurde schon im September 1933 in die Hitler-Jugend überführt, mit der Hoffnung auf eine jugendmissionarische Durchdringung der HJ-Gruppen Frankfurts. Das erwies sich jedoch spätestens mit der allgemeinen Eingliederung der evangelischen Jugend im Dezember 1933 als Fehlschlag. Nach der Einschränkung der kirchlichen Jugendarbeit durch das NS-Regime wurde zur Erhaltung der Jugendarbeit des EJW 1934 eine eigene Mitarbeiterschaft gegründet. 1937 entstand Haus Heliand in Oberursel-Oberstedten als eigenes Freizeit- und Schulungsheim und aus dem innersten Führungskreis die Heliand-Bruderschaft. 1943 wurde Paul Both, nach einigen kritischen Zeilen in einem Soldatenrundbrief wegen Wehrkraftzersetzung verhaftet. Nach einem halben Jahr Haft wurde er schwer krank wieder entlassen.
Nach seiner Genesung versammelte Paul Both 1946 die überlebenden Mitglieder der Bruderschaft und gründete das EJW und die Pfadfinderschaft unter dem Namen Heliand-Pfadfinderschaft neu. Das EJW schloss sich 1954 dem CVJM-Westbund an. Als Paul Both 1966 starb, wurde sein langjähriger Stellvertreter Karl-Heinz Hahn (* 1931; † 1986) neuer Leiter des Jugendwerks. Große demokratische Veränderungen standen nun an und die Führungsverantwortung ging in den folgenden Jahren immer stärker auf den Stammesführerkreis und den „Großen Führerkreis“ aller Gruppenverantwortlichen über.
1971 begann das EJW mit der Mädchenarbeit und in der Folge änderte es seinen Namen in „Evangelisches Jugendwerk Hessen“. Aber erst 1989 entstand mit der Heliand-Mädchenpfadfinderschaft (HMP, heute Heliand-Pfadfinderinnenschaft) ein zum EJW Hessen gehörender eigener Mädchenverband, der eng mit der Heliand-Pfadfinderschaft zusammenarbeitet.

## Besonderheiten
Anders als in anderen Pfadfinderschaften, steht der Begriff der Sippe in der Heliand-Pfadfinderschaft für die Gruppen einer Gemeinde. Der Stamm bezeichnet einen Zusammenschluss mehrerer Sippen einer Region.
Durch die Mitgliedschaft im EJW Hessen verantwortet die Heliand-Pfadfinderschaft pfadfinderische Jugendarbeit in einem ansonsten nicht-pfadfinderischen Verband.
Der Name Heliand bezieht sich auf die altsächsische Evangelienharmonie gleichen Namens aus dem 9. Jahrhundert.

### Ränge
| Rang       | Besonderheiten                                                                                        |
| ---------- | --- |
| Neuling    | Ab dem Erhalt eines grünen Hemdes                                                                     |
| Wölfling   | Erhält ein gelbes Halstuch                                                                            |
| Knappe     | Erhält ein blaues Halstuch                                                                            |
| Späher     | Erhält eine Lilie für die JuJa, Schulterklappen in Stammesfarbe und einen Aufnäher für das Trachthemd |
| Pfadfinder | Erhält ein rost-braunes Halstuch                                                                      |